# Peștera, Brașov
Peștera este un sat în comuna Moieciu din județul Brașov, Transilvania, România.

## Atracții turistice
- Peștera Liliecilor